# CSM București (handbal masculin)
Clubul Sportiv Municipal București, pe scurt CSM București sau CSMB, este o echipă masculină de handbal din București, România, care evoluează în Liga națională și în cupele europene.
Clubul a fost fondat pe 19 iunie 2007, prin Hotărâre a Consiliului Local al Municipiului București.

## Echipament și sală
Echipament
Începând cu aprilie 2014, CSM București are un parteneriat cu marca germană de echipament sportiv Kempa.
Sală
Echipa CSM București nu are o sală proprie, prin urmare meciurile din Liga națională sunt găzduite de Sala Rapid, iar cele din competițiile europene se desfășoară la Sala Polivalentă sau la Sala Polivalentă Dinamo. Antrenamentele echipei se desfășoară la Sala Rapid.

## Palmares
- Cupa Challenge:
  -  Câștigători: 2019
- Liga Națională:
  -  Medalie de argint (3): 2015, 2016, 2017

- Cupa României:
  -  Câștigători: 2016

## Echipa
Sezonul 2018-2019
| Portari - 01 Jakub Krupa - 12 Marouen Maggaiz - 16 Ionuț Ciobanu Extreme dreapta - 09 Goce Georgievski - 23 Faruk Vražalić - 97 Bogdan Mănescu Extreme stanga - 52 Chike Onyejekwe - 73 Dani Bera Pivoti - 13 Adrian Rotaru - 77 Alexandro Pozzer | Interi stanga - 06 Sajjad Esteki - 08 Robert Militaru - 17 Leonardo Santos - 28 Ionuț Ramba Coordonatori - 02 Henrique Teixeira - 19 Ramon Șomlea - 29 Aleksander Tioumentsev Interi dreapta - 33 Allahkaram Esteki |

### Transferuri 2019-2020
| Sosiri Plecări - 73 Dani Bera (extremă stânga) (la - 19 Ramon Șomlea (centru) (la |

## Statistici
Ultima actualizare la data de 23 mai 2019
| Loc | Nume              | Sezoane | Goluri |
| --- | ----------------- | ------- | ------ |
| 1   | / Javier Humet    | 3       | 77     |
| 2   | Nicu Negru        | 3       | 54     |
| 3   | Henrique Teixeira | 1       | 38     |
| 4   | Sasa Marijanac    | 2       | 36     |
| 4   | Krsto Milošević   | 2       | 36     |
| 6   | Goce Georgievski  | 3       | 32     |
| 7   | Adrian Rotaru     | 4       | 31     |
| 8   | Bogdan Mănescu    | 3       | 28     |
| 9   | Iulian Stamate    | 2       | 26     |
| 10  | Ionuț Ramba       | 2       | 25     |
| 10  | Chike Onyejekwe   | 2       | 25     |

| Loc | Nume              | Sezoane | Goluri |
| --- | ----------------- | ------- | ------ |
| 1   | Nicu Negru        | 3       | 414    |
| 2   | / Javier Humet    | 3       | 354    |
| 3   | Goce Georgievski  | 3       | 305    |
| 4   | Adrian Rotaru     | 4       | 201    |
| 5   | Chike Onyejekwe   | 2       | 169    |
| 5   | Guillaume Saurina | 1       | 169    |
| 7   | A. Tioumentsev    | 2       | 157    |
| 8   | Krsto Milošević   | 2       | 155    |
| 9   | Ramon Șomlea      | 4       | 146    |
| 10  | A.G. Robledo      | 1       | 120    |

## Banca tehnică
| Ocupație             | Nume                  |
| -------------------- | --------------------- |
| Antrenor principal   | Pablo Campos Suñen    |
| Antrenor secund      | Xavier Salvador Jaumà |
| Antrenor cu portarii | Mario Blažević        |
| Kinetoterapeut       | Sorin Gîrbovu         |
| Medic                | Florin Oancea         |

### Foști antrenori notabili
| Perioadă                | Antrenor         |
| ----------------------- | ---------------- |
| 2013-2014               | Ion Mocanu       |
| 2014-2015               | Eliodor Voica    |
| iulie 2015 — iunie 2017 | Zvonko Šundovski |

## Management
| Ocupație               | Nume             |
| ---------------------- | ---------------- |
| Președinte             | Gabriela Szabó   |
| Team Manager           | Cristian Stamate |
| Organizator competiții | Sorin Uțică      |
| Responsabil comunicare | Ioana Patachi    |